# Максимова, Галина Степановна
Галина Степановна Максимова (10 февраля 1914, Симбирск, Российская империя — 31 марта 2004, Лондон, Великобритания) — пианистка, концертмейстер — аккомпаниатор М. Ростроповича, Л. Когана, Г. Улановой, С. Головкиной, М. Михайлова и многих других мастеров искусств. 
Жена Л. В. Фейгина. С 1988 года проживала в Лондоне.

## Биография
Галина Степановна Максимова родилась 10 февраля 1914 года в губернском городе Симбирске Российской империи в семье молодых преподавателей Симбирской чувашской учительской школы Капитолины Никитичны Эсливановой (1893—1979) и Степана Максимовича Максимова (1892—1951). Род матери происходил из деревни Чувашские Ишли нынешнего Дрожжановского района Татарстана, хотя сама Капитолина Никитична родилась на  лесном кордоне, называвшемся Тюкинский и находившемся на территории нынешнего Шемуршинского района Чувашии;  род отца  происходил из села Яншихово-Норваши нынешнего Янтиковского района Чувашской республики. Детство и отрочество её, наряду с Симбирском, прошли в чувашских сёлах Кошки-Новотимбаево (в нынешнем Тетюшском районе Татарстана) и Средние Тимерсяны (в нынешнем Цильнинском районе Ульяновской области), где мать работала учительницей.
Как писала потом в своих воспоминаниях под названием "О пережитом", первые уроки музыки Г.С.Максимова получила от отца и в частной музыкальной школе Пузырёвых-Центнерских в Симбирске. С 1929 по 1935 год обучалась в Москве, в музыкальном техникуме им. Гнесиных, в классе фортепиано Евгении Фабиановны Гнесиной. В 1940 закончила Московскую консерваторию (класс Генриха Густавовича Нейгауза).

## Работа и выступления
С 12 лет Галина выступала в Симбирске в публичных концертах; еще в 1929 году, в пятнадцатилетнем возрасте, участвовала, как аккомпаниатор, в концертах Чувашского государственного хора; с этим же коллективом выступала в Кремле в 1936 году. Приезжала  в Чебоксары в 1935 году на юбилей республики: она выступала тогда вместе с сестрой Верой (пианисткой, окончившей  позже Московскую консерваторию по классу Л. Оборина) в праздничном концерте в Академическом театре. (А много лет спустя сестры Максимовы были участниками Вечера чувашской музыки в Москве 5 июня 1961 года в концертном зале Института имени Гнесиных).
После того как Галина Степановна Максимова окончила в 1940 году фортепианный факультет Московской государственной консерватории, она работала концертмейстером в Москве в театре Е. Вахтангова, в театре миниатюр А. Тутышкина в Омске. В 1945—1951 гг. — солистка и концертмейстер Мосэстрады, в 1951—1969 гг. — Московской филармонии. Она аккомпанировала музыкантам Л. Когану, И. Ойстраху, Б. Гольдштейну, М. Ростроповичу, певцам М. Михайлову, E. Чавдар, В. Фирсовой, Ю. Мазуроку, Р. Бейбутову, артистам балета Г. Улановой, С. Головкиной, Р. Стручковой, А. Лапауриб; много гастролировала за рубежом (в Канаде , Англии , Финляндии, Египте, Сирии, Ливане, Чехословакии, Польше, Германии, Венгрии, Китае и других странах).

## Последние годы жизни
В Великобритании, где Г.С. Максимова и её муж Л.В Фейгин жили с  1988 года, они  оказались при содействии Маргарет Тэтчер. Оттуда Галина Степановна писала в Россию:
Наша жизнь протекает мирно. Любим сидеть дома и частенько играем сонаты Брамса, Моцарта и т. д. Это наша самая большая радость... Очень скучаю по Москве, родным. Английский язык так и не освоила, все чаще вспоминаю слова чувашские, которые в старости всплывают. Мелькают виды чувашских селений Кошки-Новотимбаево и Средних Тимерсян, где после 1917 года мама работала учительницей. Красивая церковь, счастливый звон пасхальный...